# Milton Cruz
Milton Cruz (sinh ngày 1 tháng 8 năm 1957) là một cầu thủ bóng đá người Brasil.

## Đội tuyển bóng đá quốc gia Brasil
Milton Cruz được triệu tập vào đội tuyển bóng đá quốc gia Brasil tham dự Thế vận hội Mùa hè 1984.